# 洛克·李
洛克·艾伦·李（英語：Rock Alan Lee，1955年5月1日—），美国NBA联盟前职业篮球运动员。